# Charbonnage du Hasard de Cheratte
Le Charbonnage du Hasard de Cheratte (ou Cheratte 10) est le principal charbonnage de la Société anonyme des Charbonnages du Hasard composé de quatre puits de mine et de quelques galeries affleurantes. Il est situé à Cheratte, une section de la commune belge de Visé située en Région wallonne, dans la province de Liège. Un premier puits est creusé dès 1850 pour extraire la houille. Il ferme une première fois en 1877 à la suite d'un accident. Il est rouvert trente ans plus tard en 1907 et exploite le charbon jusqu’en 1977. Au début du XXIe siècle, subsistent des ruines connues pour la pratique de l'urbex. La dépollution du site et la démolition de plusieurs bâtiments commencent en 2017.

## Situation
La concession se trouvait au sud de celle de la Société anonyme des Charbonnages d'Argenteau (actuel Blegny-Mine), au nord-est de celle de la Société anonyme des Charbonnages de Wérister, au nord-ouest de celles de la Société anonyme des Charbonnages des Quatre-Jean et de la Société anonyme du Charbonnage de Lonette, et à l'est de celles de la Société anonyme des Charbonnages de Bonne Espérance, Batterie, Bonne-Fin et Violette et de la Société anonyme des Charbonnages d'Abhooz et Bonne-Foi Hareng. La concession de la Société anonyme du Charbonnage du Bois de Micheroux était enclavée au sein de celle des Charbonnages du Hasard.

## Histoire
Le premier puits est creusé vers 1850 et est profond de 250 mètres. La concession et le charbonnage no 10, abandonnés à la suite d'un accident dans les années 1870, sont rachetés en 1905 par René Henry. Après avoir mené une étude pour connaitre la situation du gisement, les ingénieurs constatent que le charbon maigre se trouve à grande profondeur, le premier puits est recreusé pour atteindre 420 mètres de profondeur. Le terrain où se situe le charbonnage n'étant pas très grand, la compagnie décide de construire une tour d'extraction, pour la première fois en Belgique, équipée d'une machine d'extraction avec deux moteurs électriques à courant continu de 135 kW chacun, les puits sont équipés d'un décagement automatique par balances hydrauliques ainsi que d’évite-molettes hydrauliques. Un lavoir est construit en 1920 par la société Beer de Jemeppe et un second puits d'extraction équipé d'une tour métallique est mis en service trois ans plus tard. En 1927, le puits Belle-Fleur est équipé d'une petite tour en béton armé et d'un treuil de faible puissance ; il sert à remonter les stériles avant leur mise en terril.
Un troisième puits est creusé de 1927 à 1947, il est équipé d'une tour avec machine au sol. En 1938, le puits descend à 313 mètres, mais il ne commencera l'extraction qu'en 1953. Il est approfondi à 480 mètres et une machine d’extraction au sommet s'avère insuffisante. Les ingénieurs décident alors d'installer une machine d’extraction au sol, d’équiper la tour de molettes et de poussoirs en béton. Le puits no 1 cesse l'extraction pour devenir un puits de secours, ses bâtiments annexes sont utilisés comme douches et vestiaires et le puits no 2 est condamné. Dans les années 1930, le site est à son apogée et emploie 1 500 ouvriers. Un accident survenu le 30 novembre 1962 fait quatre morts. Lorsque le charbonnage ferme le 31 octobre 1977, il employait encore 600 mineurs.

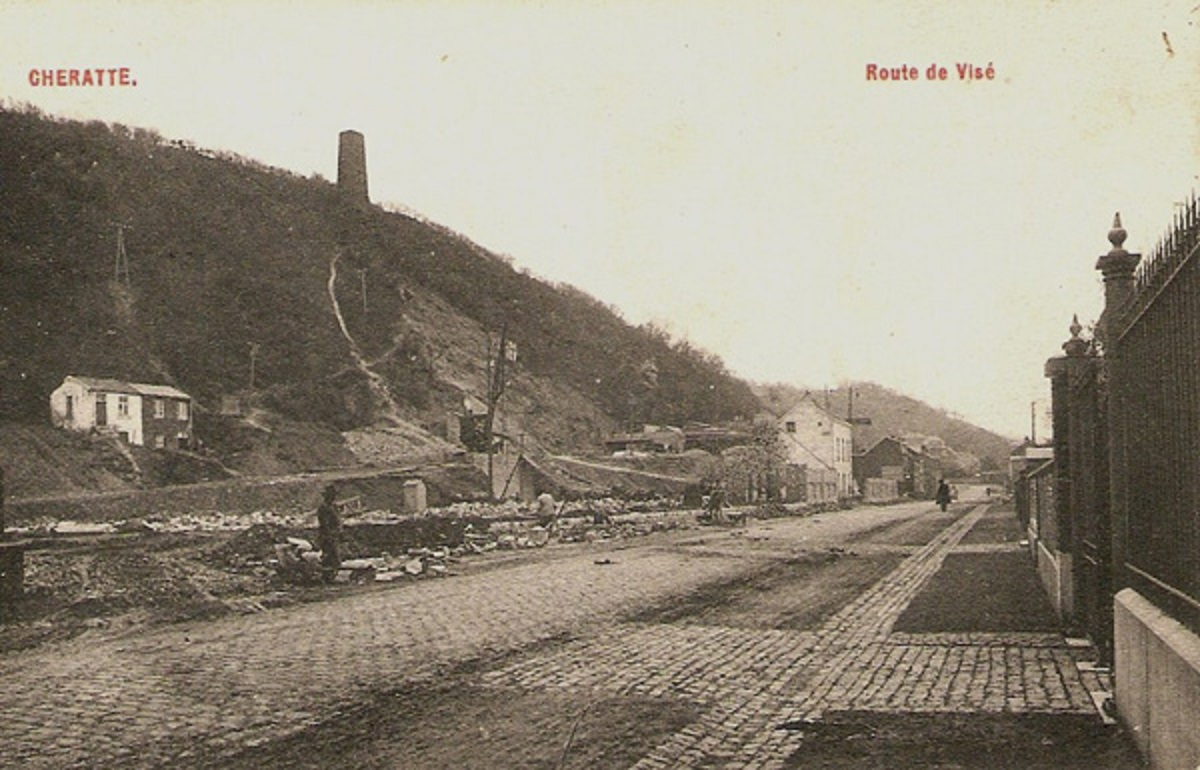
Les anciens bâtiments démolis en 1905, avant la reconstruction du charbonnage.
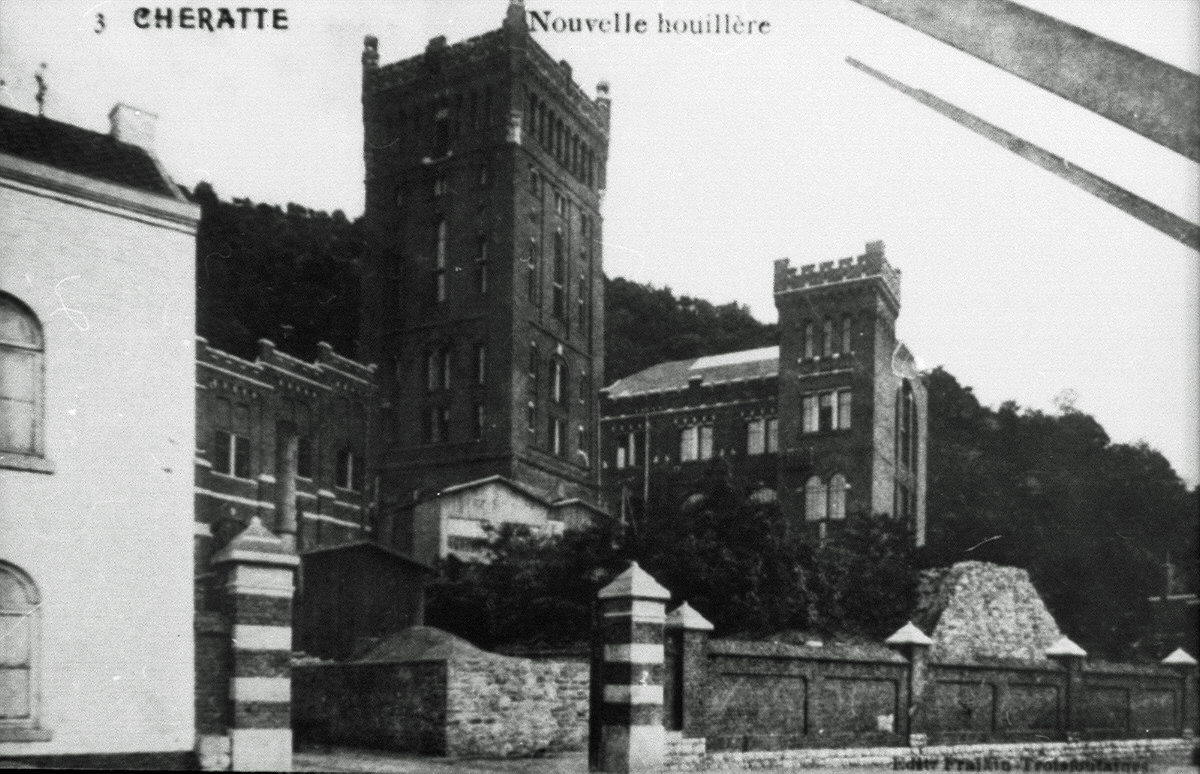
Le puits no 1 peu de temps après sa reconstruction.
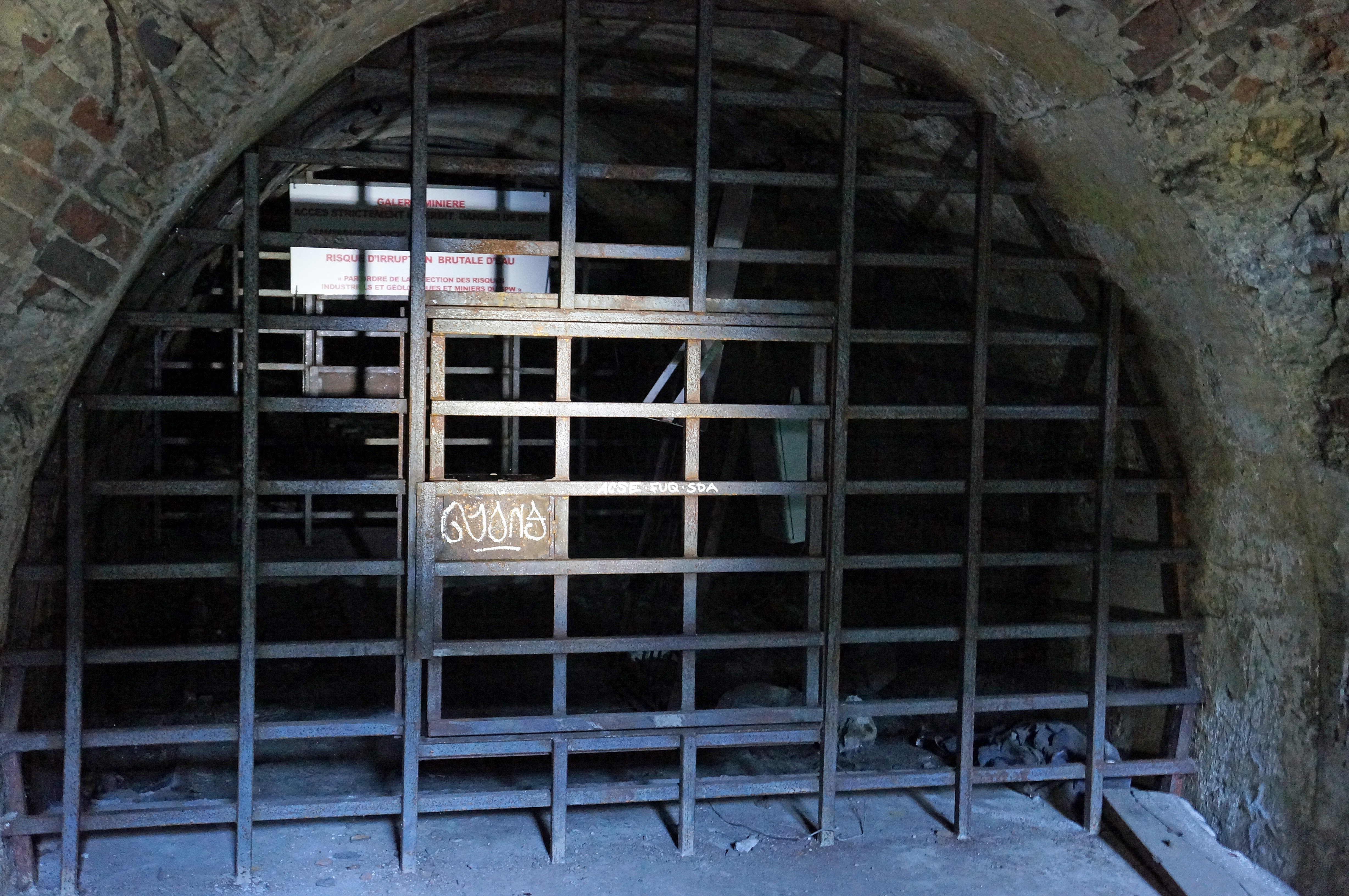
L'entrée sécurisée d'une galerie affleurante à côté du puits no 1.
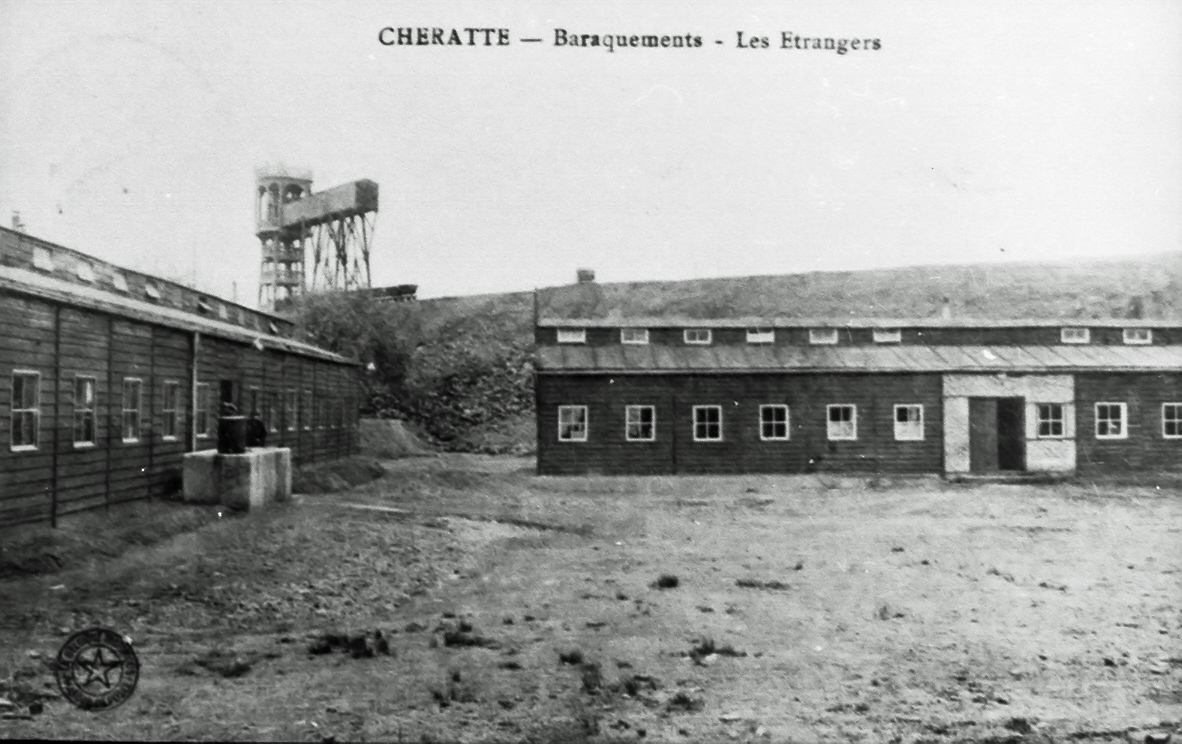
La tour du puits Belle-Fleur, le terril et les logements de mineurs.
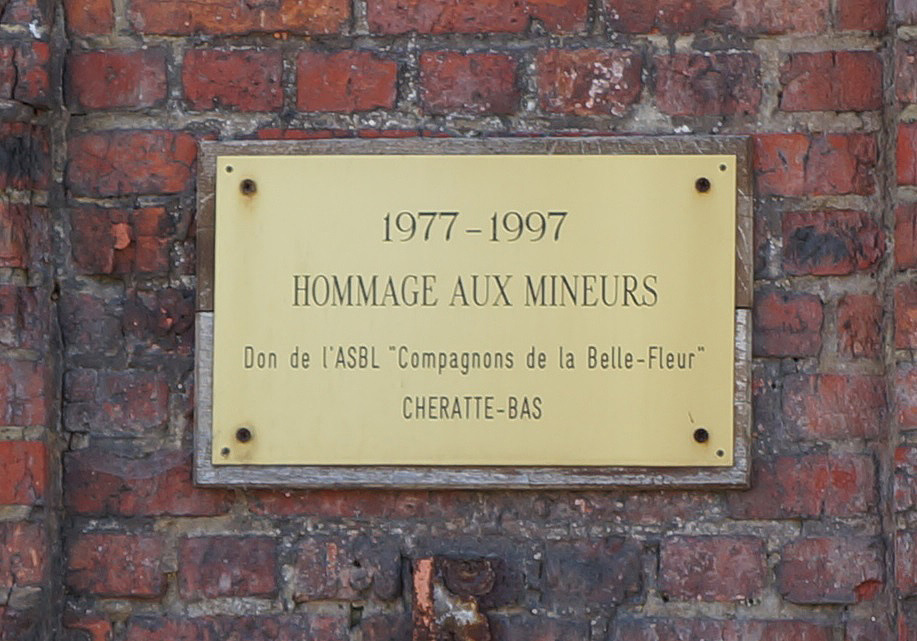
Plaque commémorative.

## Architecture
Le carreau du charbonnage possède une architecture industrielle variée car il y a de nombreux bâtiments construits sur une certaine période et dans des styles différents. Chaque tour possède une architecture propre. La tour et les annexes du puits no 1 sont construites dans un style néo-médiéval, le puits no 2 possédait une tour métallique, la tour du puits no 3 est la plus grande du site ; construite en béton armé dans un style brutaliste, elle était prévue pour accueillir une machine au sommet, avant de recevoir des bigues et une machine au sol. La tour du puits Belle-Fleur est construite sur le même principe, mais elle est beaucoup plus petite, avec une architecture plus effilée, typique des années 1920,.

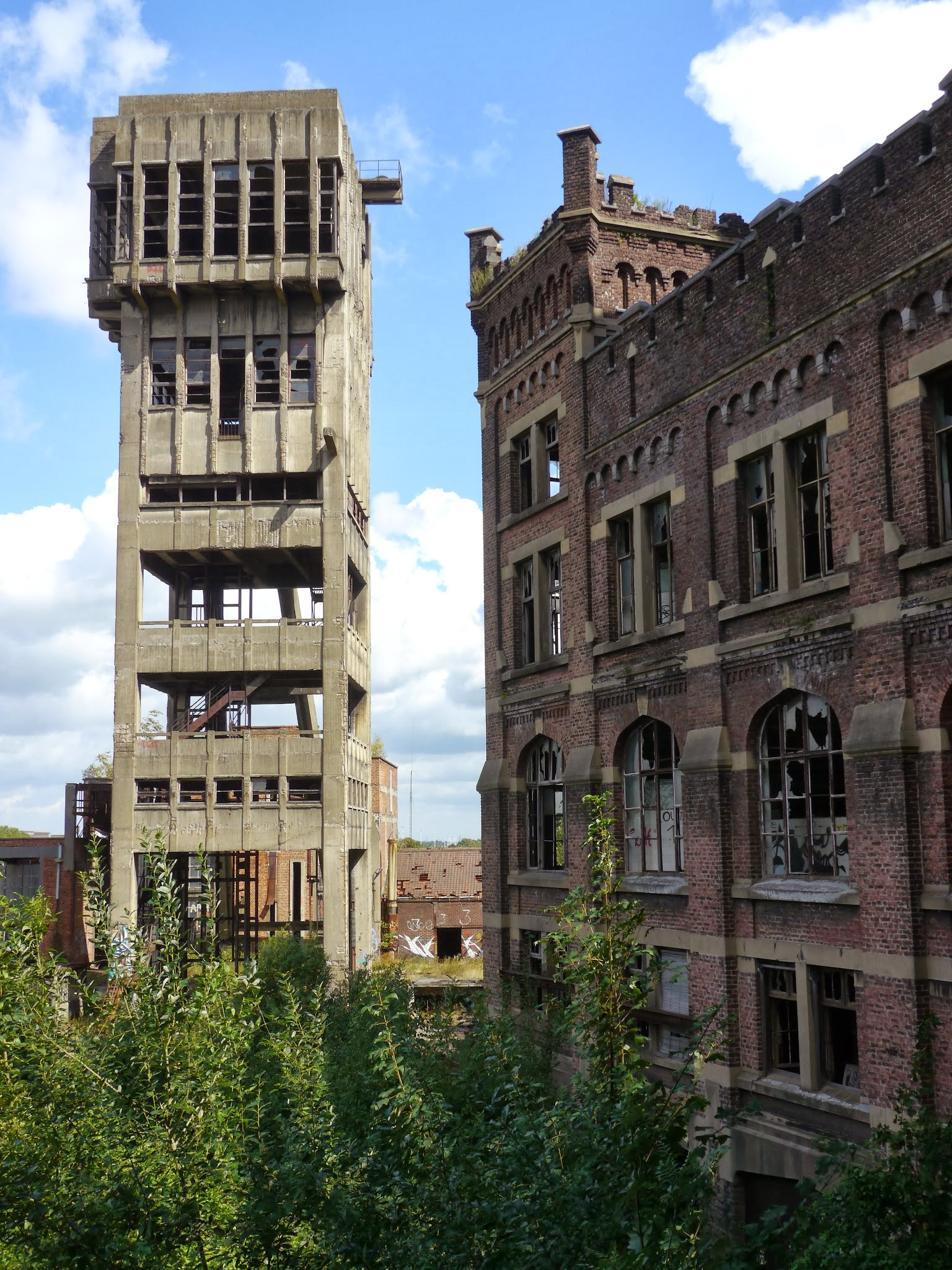
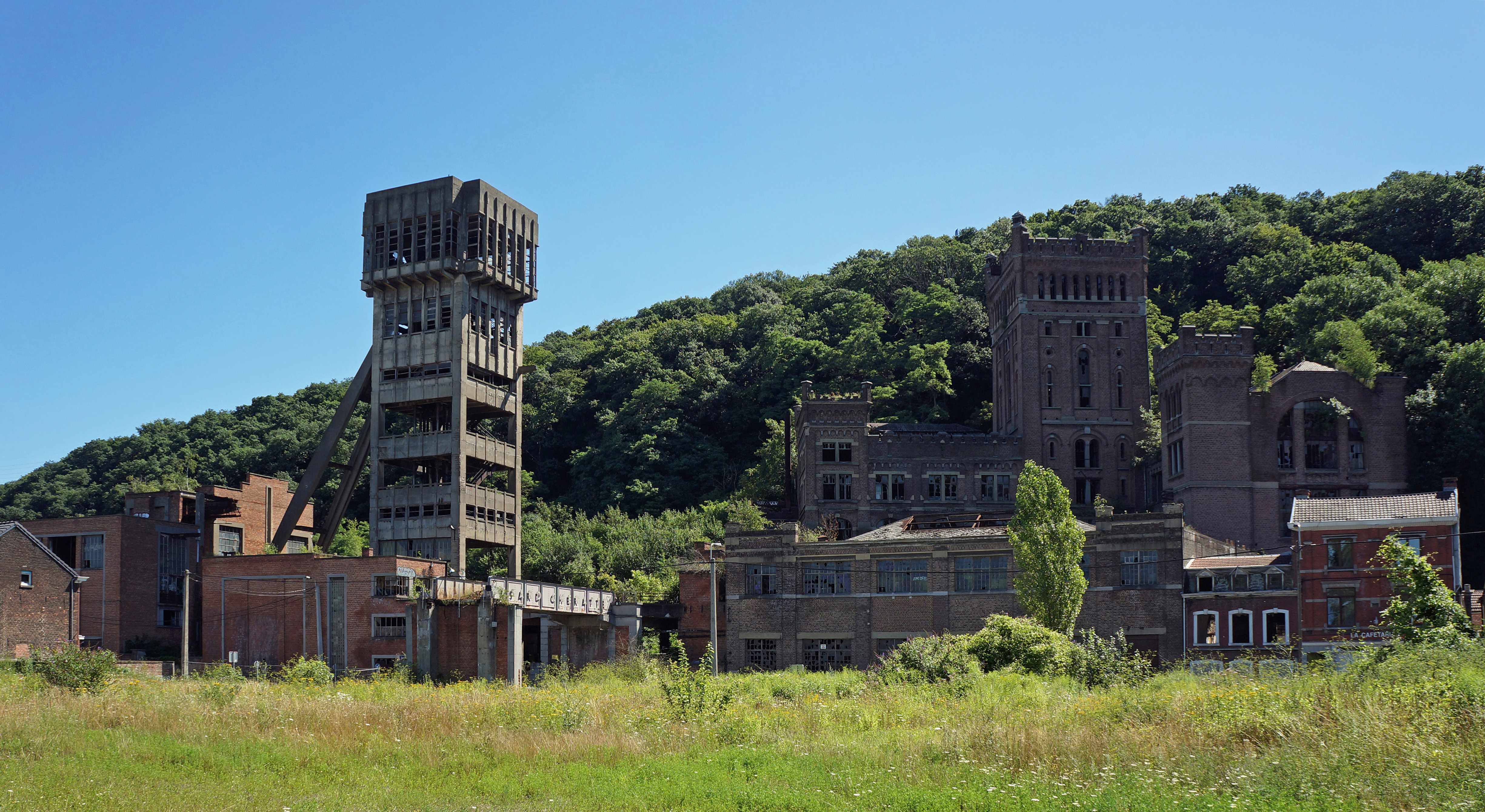
Vue de la variété architecturale du charbonnage.
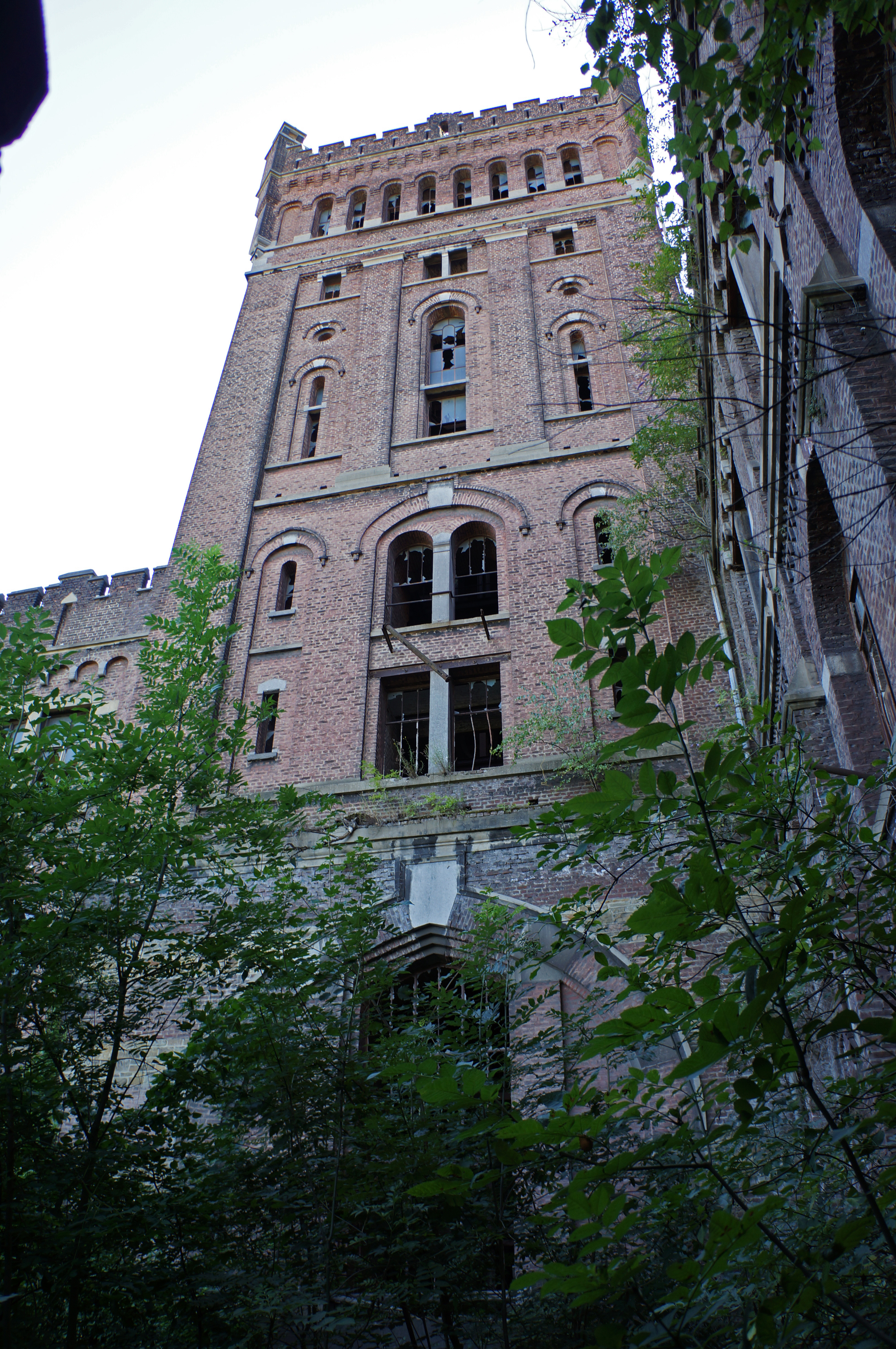
La tour du puits no 1.
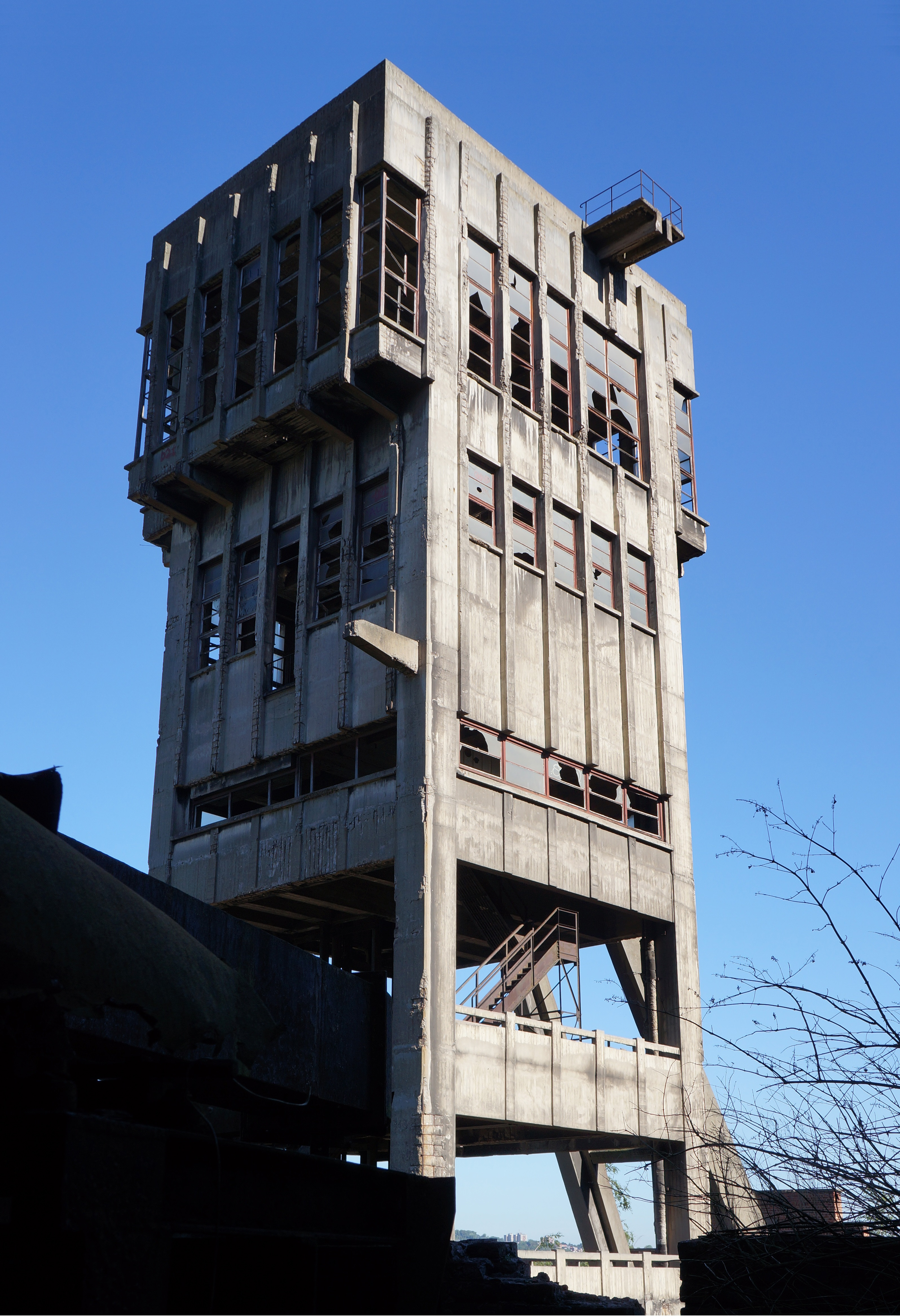
La tour du puits no 3.
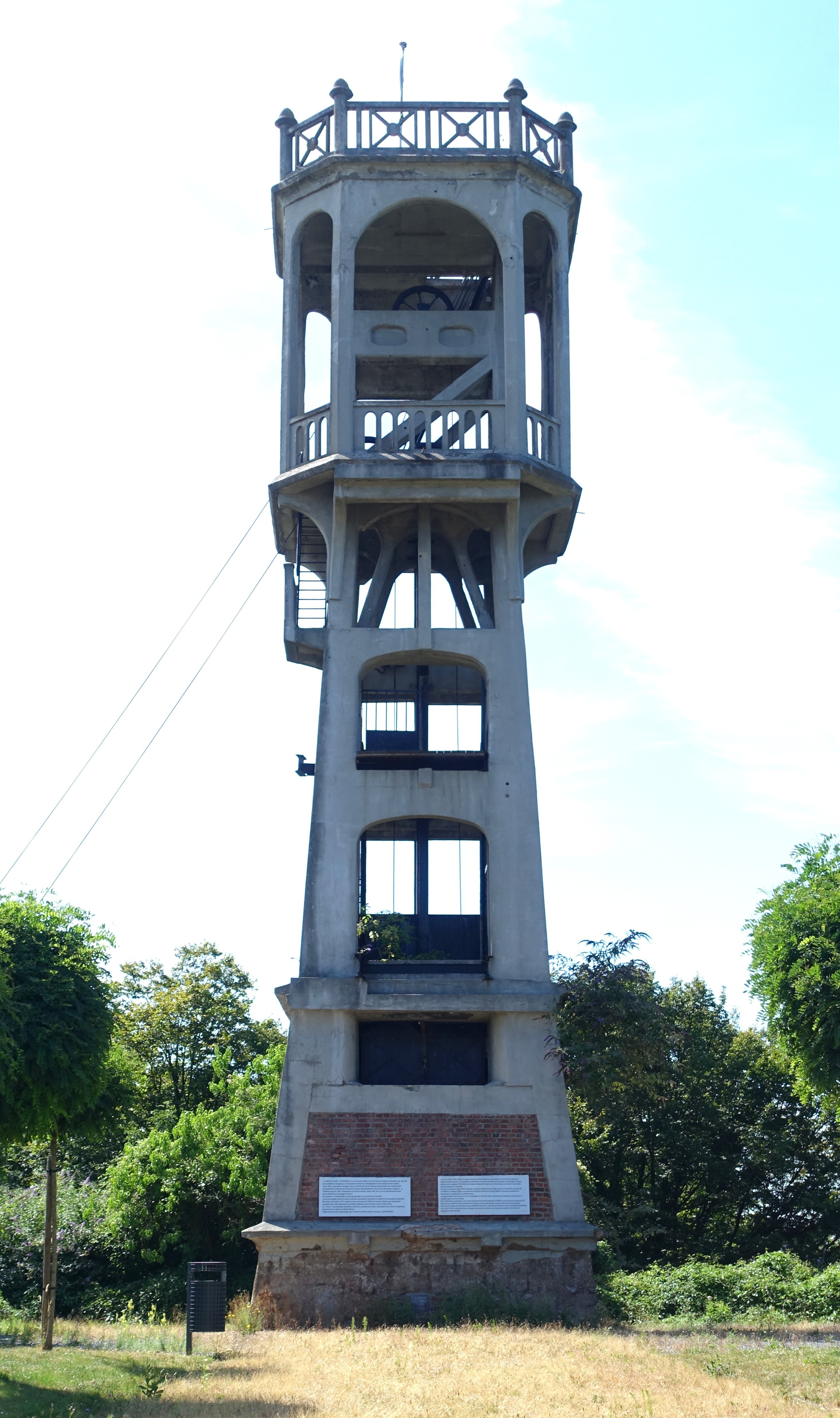
La tour du puits Belle-Fleur.

## Après-mine

### Démantèlement
Après la fermeture, les puits sont rebouchés et des dalles en béton sont coulées, le site est ensuite racheté à bas prix par Armand Lowie, un promoteur immobilier flamand, qui commence à démanteler celui-ci, les installations métalliques (dont la tour du puits no 2) sont envoyées à la ferraille.

### Protection et abandon
Après le début du démantèlement, différents arrêtés de protection sont publiés pour protéger le site, un arrêté royal le 20 octobre 1978, un arrêté de l'exécutif de la communauté française le 6 juin 1982 et un arrêté de l'exécutif de la région wallonne le 10 novembre 1992. En 1997, la tour Belle-Fleur bénéficie d'un contrôle de solidité puis d'un réaménagement. Au début du XXIe siècle subsistent des ruines connues pour la pratique de l'urbex.

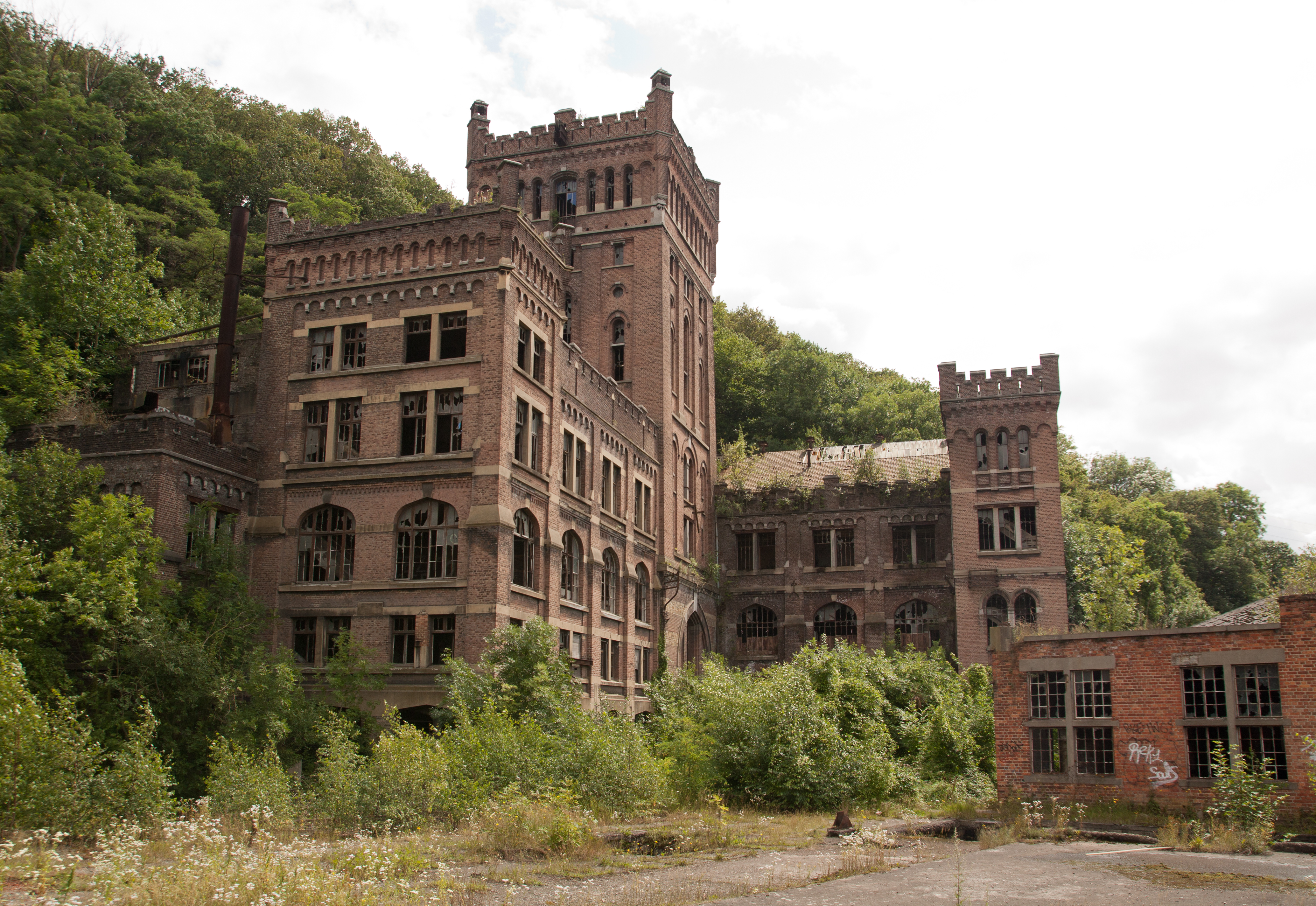
La tour du puits no 1 en 2012.
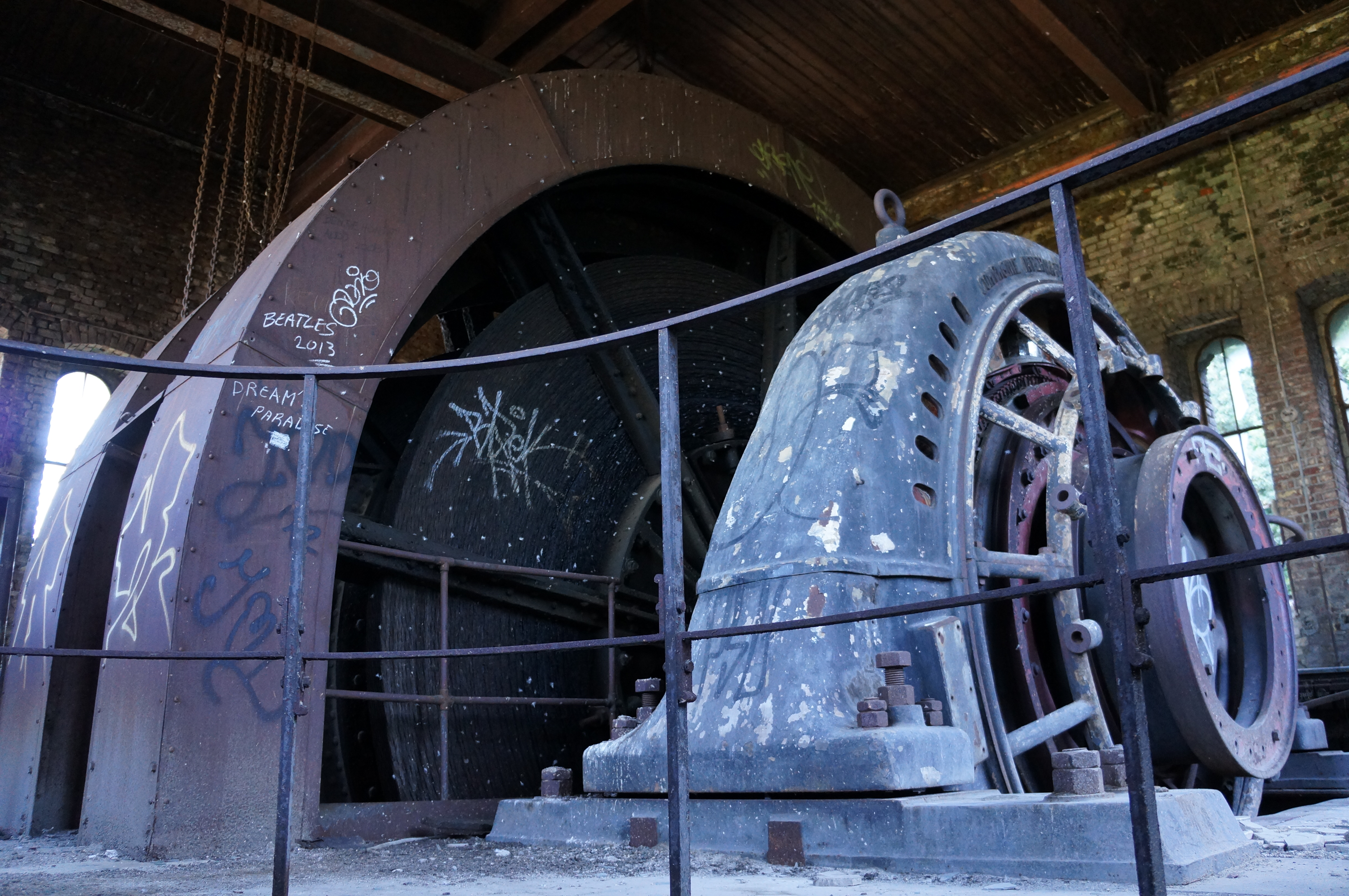
La machine d'extraction du puits no 1.
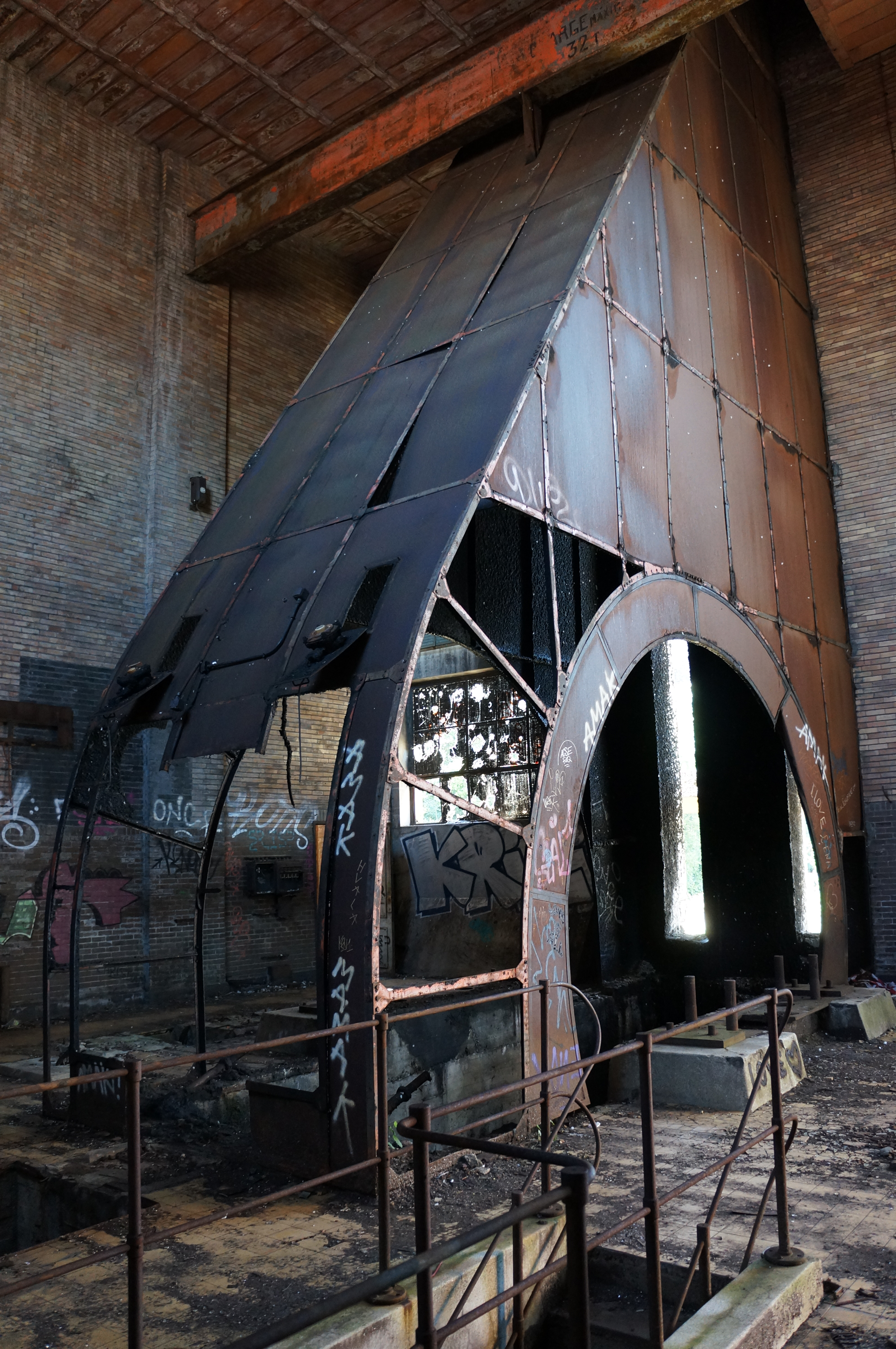
La machine d'extraction du puits no 3.
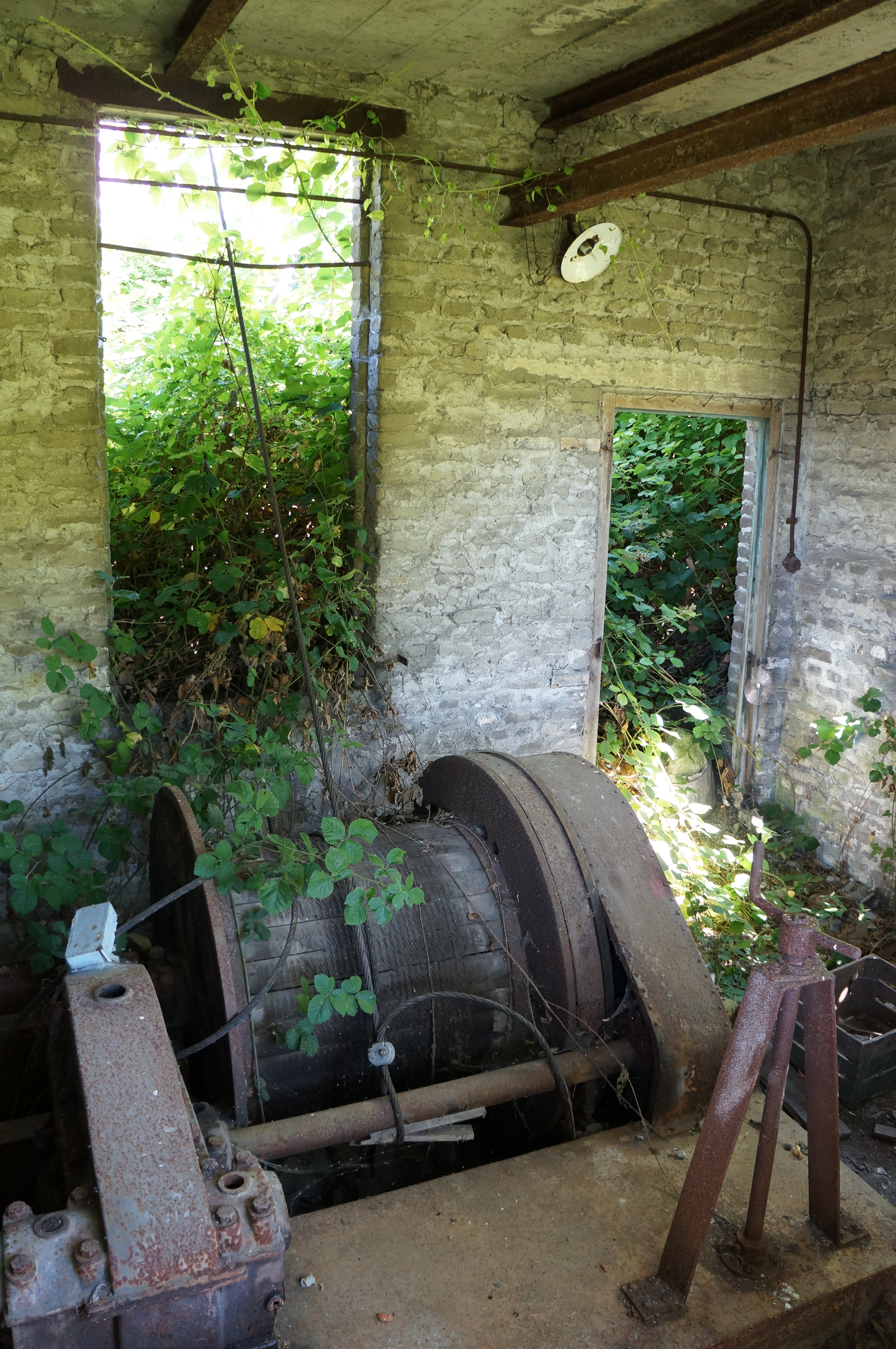
La machine d'extraction du puits Belle-Fleur.
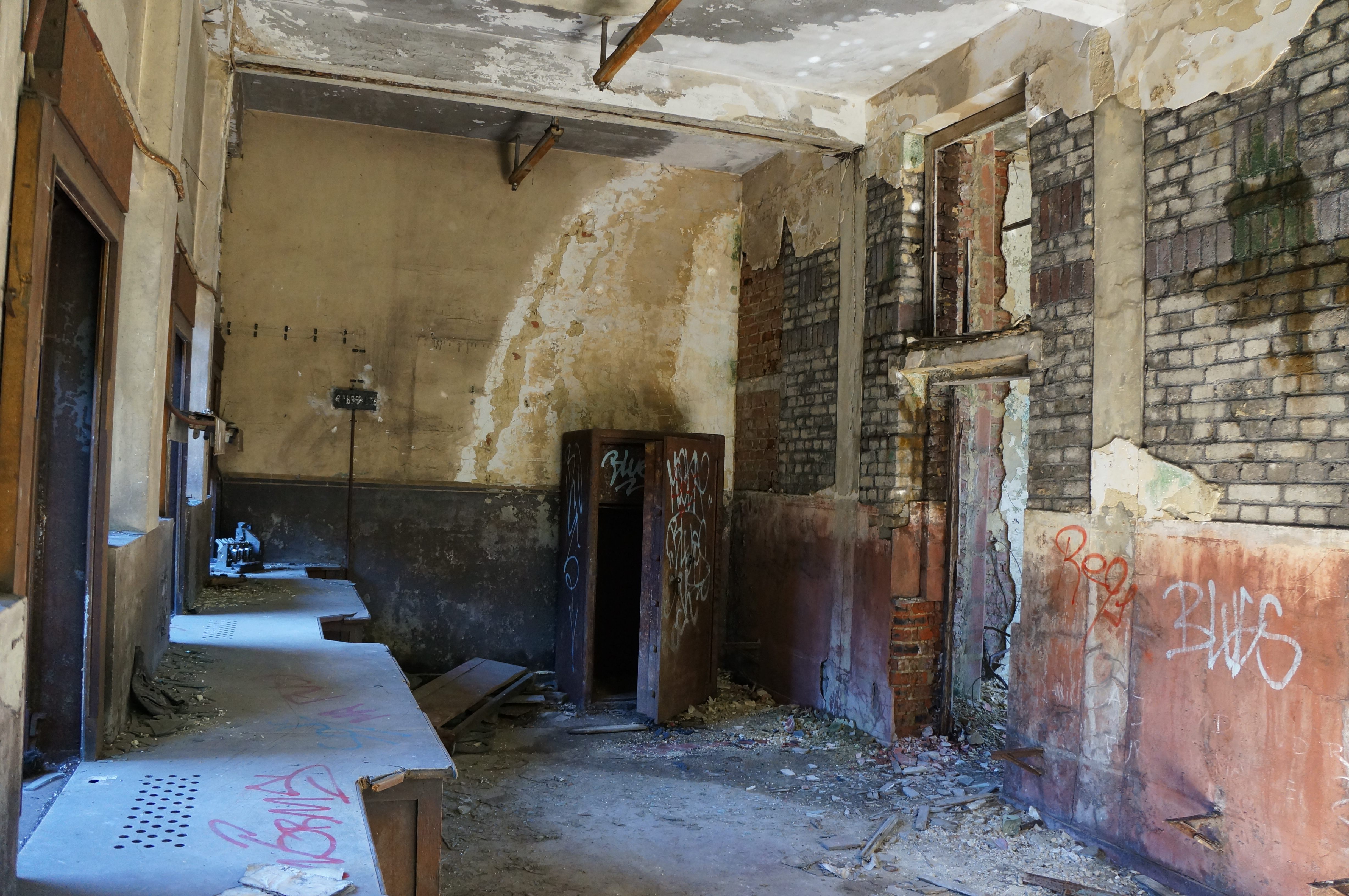
Le guichet des payes.
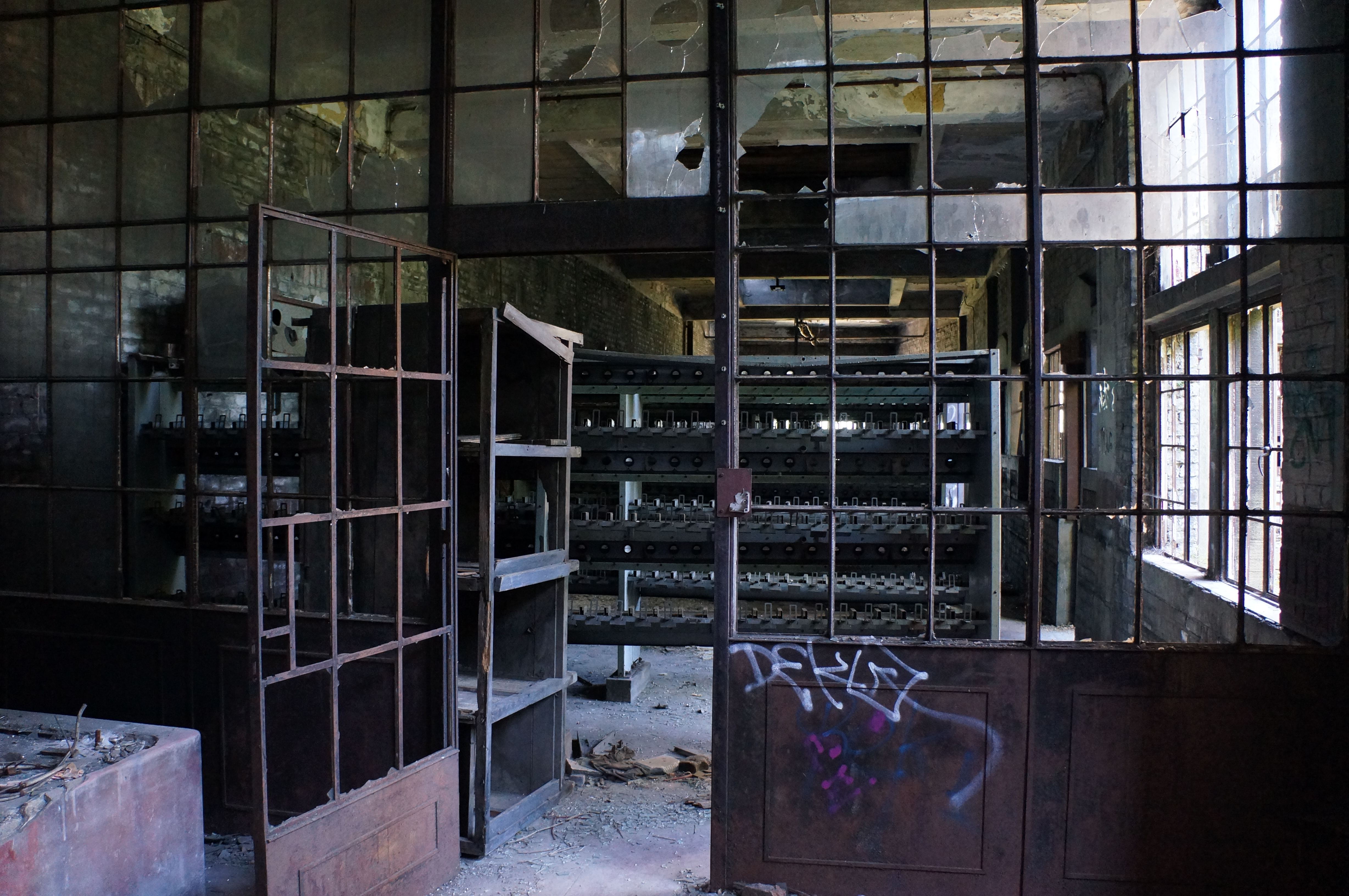
La lampisterie.
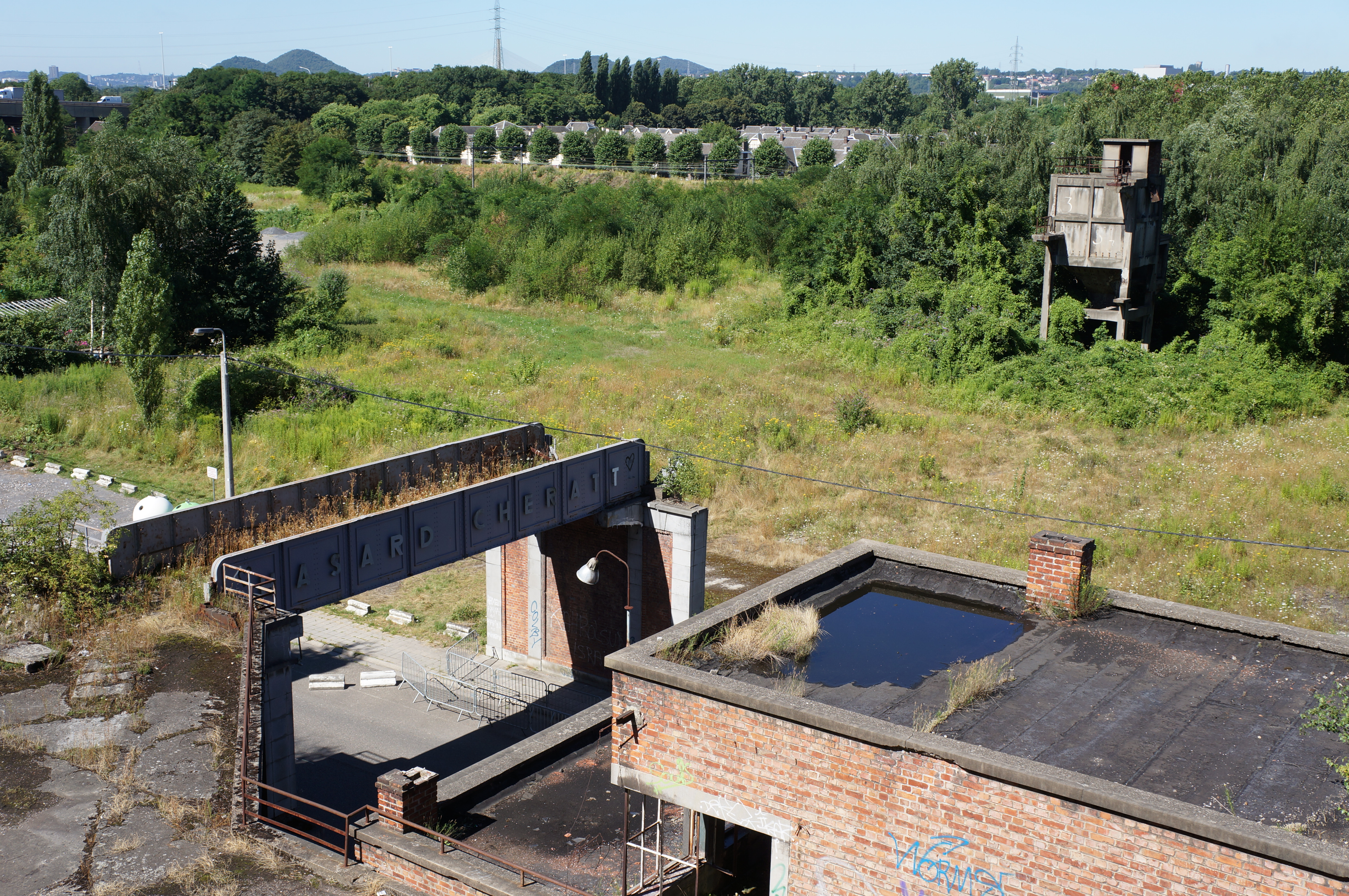
Le site du lavoir et la cité minière.

### Réhabilitation

#### Projet
En 2007, le Hasard est inclus dans le programme de réhabilitation du gouvernement wallon pour les façades et les toitures du phalanstère, la salle des machines, le chevalement du puits no 4, la colline boisée et la cité-jardin. La tour du puits no 1 est classée depuis les années 1980.
À la fin de l'année 2008, M. Lowie dépose un permis d'urbanisme pour la démolition de la tour en béton armé du puits no 3 et de ses bâtiments annexes afin de les remplacer par des logements et des commerces, mais l’opposition est forte et le projet est suspendu. Le 30 avril 2013, après plus de trente ans de polémique entre les propriétaires et les autorités, une avis d’expropriation est actée par le ministre Philippe Henry et le site du charbonnage devient public. La SPI est chargée de dépolluer le site avec un budget de 2 070 000 euros. Un plan de reconversion est préparé fin 2013.
La SPI devient propriétaire des lieux le 21 novembre 2013, entre-temps le site est mis en sécurité et une surveillance est mise en place, à la suite de la chute accidentelle d'une personne présente illégalement sur les lieux. Thomas Chevau est chargé du projet de réhabilitation, il déclare que des bâtiments non-classés pourraient être conservés, comme la tour du puits no 3 ou la lampisterie,,.
Dans un communiqué de presse du 10 février 2014, la SPI annonce que les parties classées mais aussi la salle des machines, la lampisterie et la salle de paye attenantes sont conservées au même titre que la passerelle, mais que tous les autres bâtiments seront démolis. La première phase des travaux de réhabilitation consiste à démolir les parties non-conservées et à assainir les sols. Les travaux de rénovation et de requalification du site s’étendront sur plusieurs années.

#### Travaux

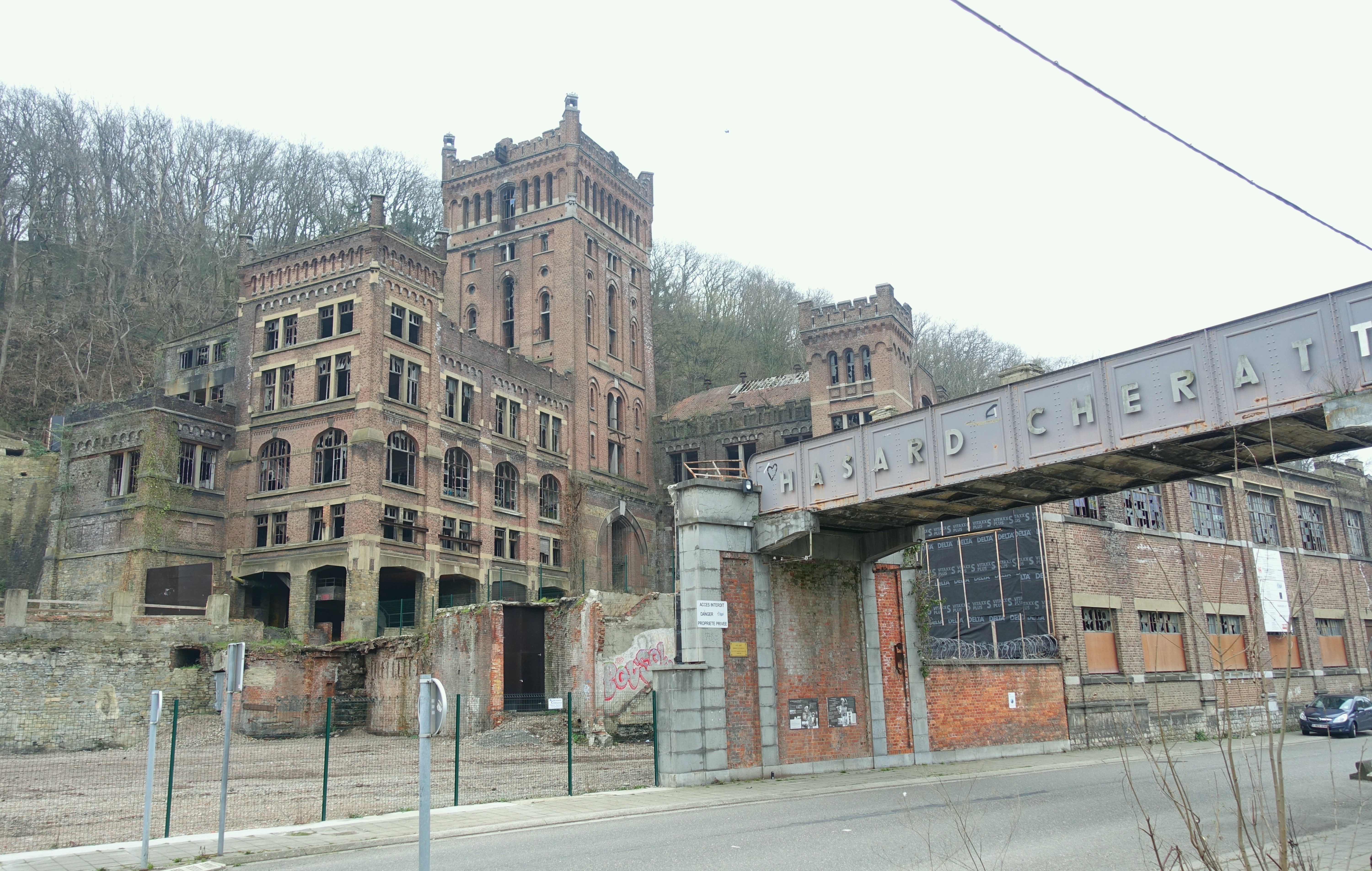
Le site en 2019.

Le chantier de dépollution a commencé en janvier 2017 avec le désamiantage des bâtiments et dévégétalisassions de l'extérieur. La tour et les bâtiments du puits no 3 sont démolis au mois d'avril suivant,.
Cette démolition de la tour en béton du puits no 3 a suscité pas mal de regrets au niveau des  amoureux du patrimoine et a été filmée par Thierry Michel pour un documentaire dont la date de diffusion n'est pas encore connue début 2024. Les travaux d'assainissement ont été menés à bien durant les années 2018 à 2023. Les bâtiments classés ainsi que la lampisterie ont été protégés des dégâts des eaux par le renouvellement des toitures en matériaux compatibles avec les verrières qui les recouvraient autrefois. Les bâtiments restants, les terrains assainis et les terrains dits « la paire au bois » ont été acquis par la société Matexi en 2019 qui a déposé des projets de réhabilitation du site et de promotion immobilière largement acceptés par la population et les pouvoirs publics. Le chantier devrait commencer en 2025 pour s'achever en 2030.
L'ensemble du site a connu aussi une modification importante par la création par Infrabel d'un passage sous les voies de chemin de fer permettant ainsi une liaison directe entre la Cité jardin et le charbonnage.

### Vestiges et patrimoine
Fin avril 2017, Google publie une capture à 360° du charbonnage désaffecté sur Street View. Quatre expositions virtuelles sont également mise en ligne sur le site Google Arts et Culture,,.
À l'occasion du 40e anniversaire de la fermeture, des expositions et fêtes furent organisées et un livre « Un patrimoine vécu; Cheratte, 40 ans après la fermeture du charbonnage du Hasard » est édité en reprenant tant des éléments historiques que des témoignages de jeunes et d'habitants sur ce que le charbonnage, sa vie, sa fermeture et le lieu d'urbex qu'il était devenu.
Depuis 2017, les installations en surface des puits no 2 et no 3 n'existent plus tout comme plusieurs bâtiments qui les entouraient ainsi que le lavoir. Subsistent la tour Malakof du puits no 1 et la petite tour du puits Belle-Fleur,,, les ailes gauche et droite qui abritaient les douches ainsi que le bâtiment de la lampisterie qui ont donc été sauvés. La reconversion de l'ensemble devrait, selon les projets, laisser plusieurs espaces dédiés à la mémoire et visitables de manière à inscrire Cheratte-Hasard-Mine dans la continuité de Blegny-Mine sur la route du patrimoine minier.

## Cité minière
La cité minière de Cheratte est construite en 1925 et se compose de deux cents maisons, chacune constituée de six pièces, disposées en petits groupes sans plan géométrique. Chaque maison dispose d'égout, de l'eau courante et de l'électricité. Chaque maison dispose également d'un jardin potager à l'arrière et d'un jardin d'agrément en devanture. La cité se compose également d'un hôtel destiné aux célibataires, qui compte 128 chambres. Leur coût était d'un franc par jour. Il y avait encore un château où étaient installés une infirmerie et le logement de fonction du directeur. À la fermeture de la mine, la cité est rachetée et restaurée par la société régionale d’habitations sociales.

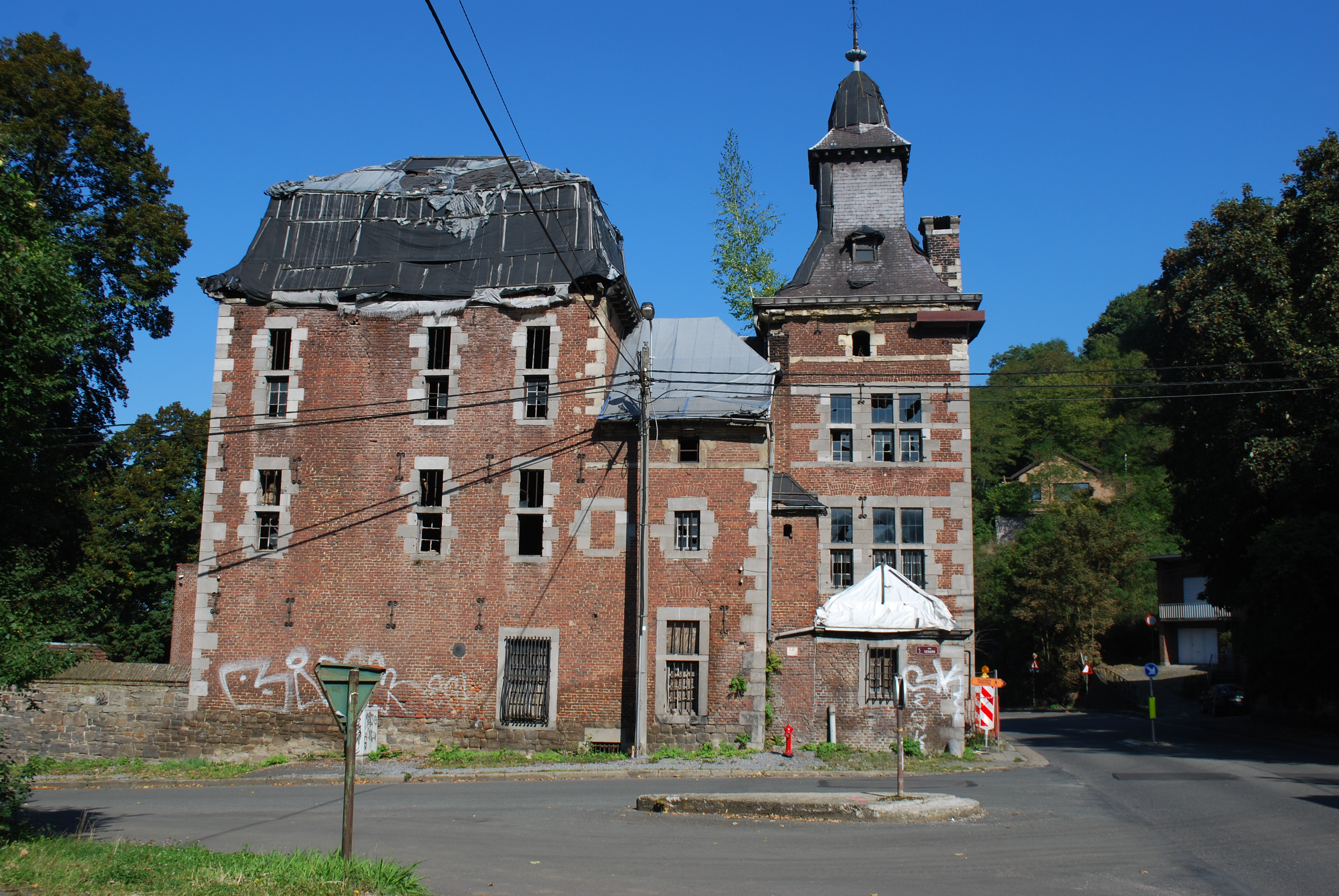
Le château.
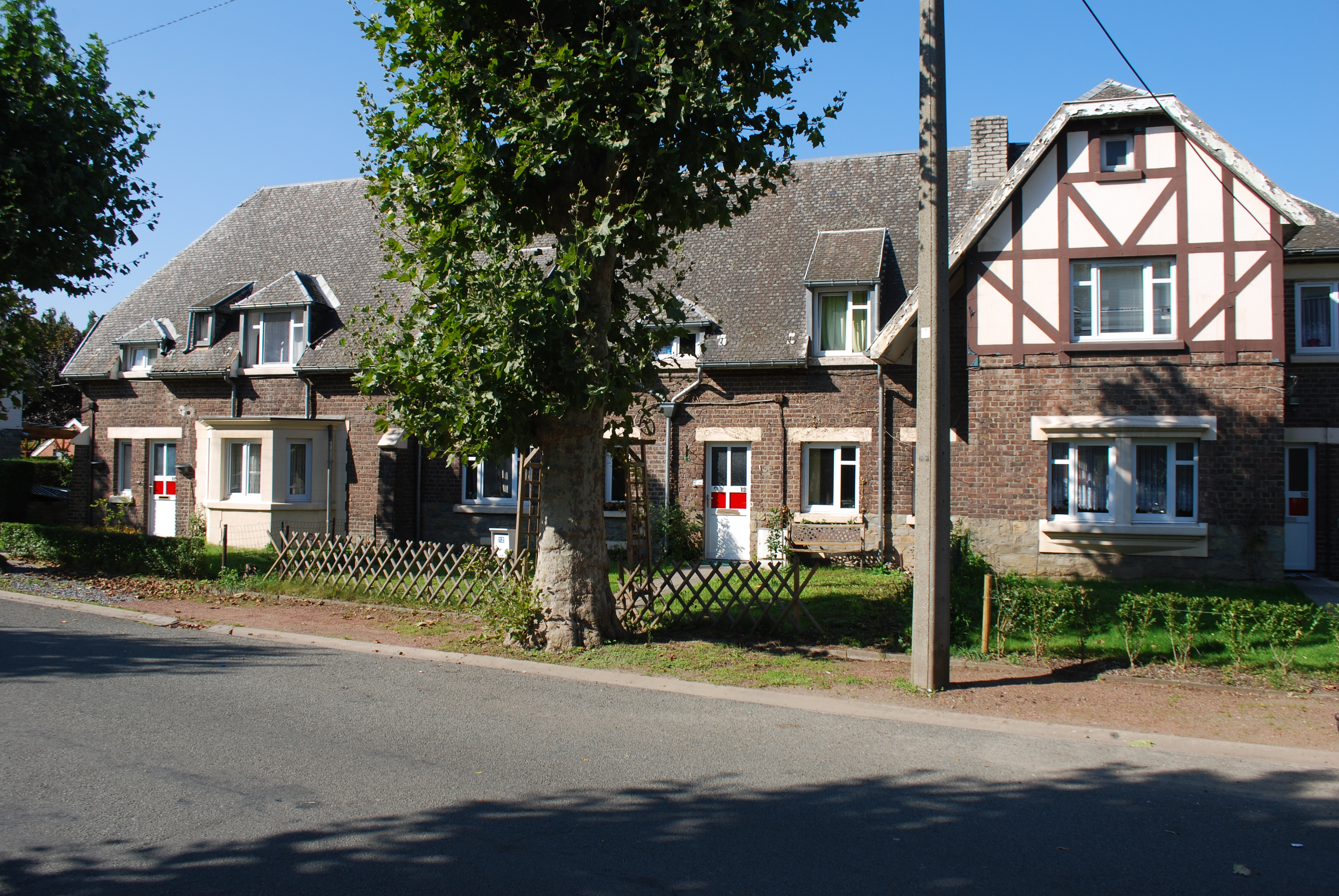
La cité minière.
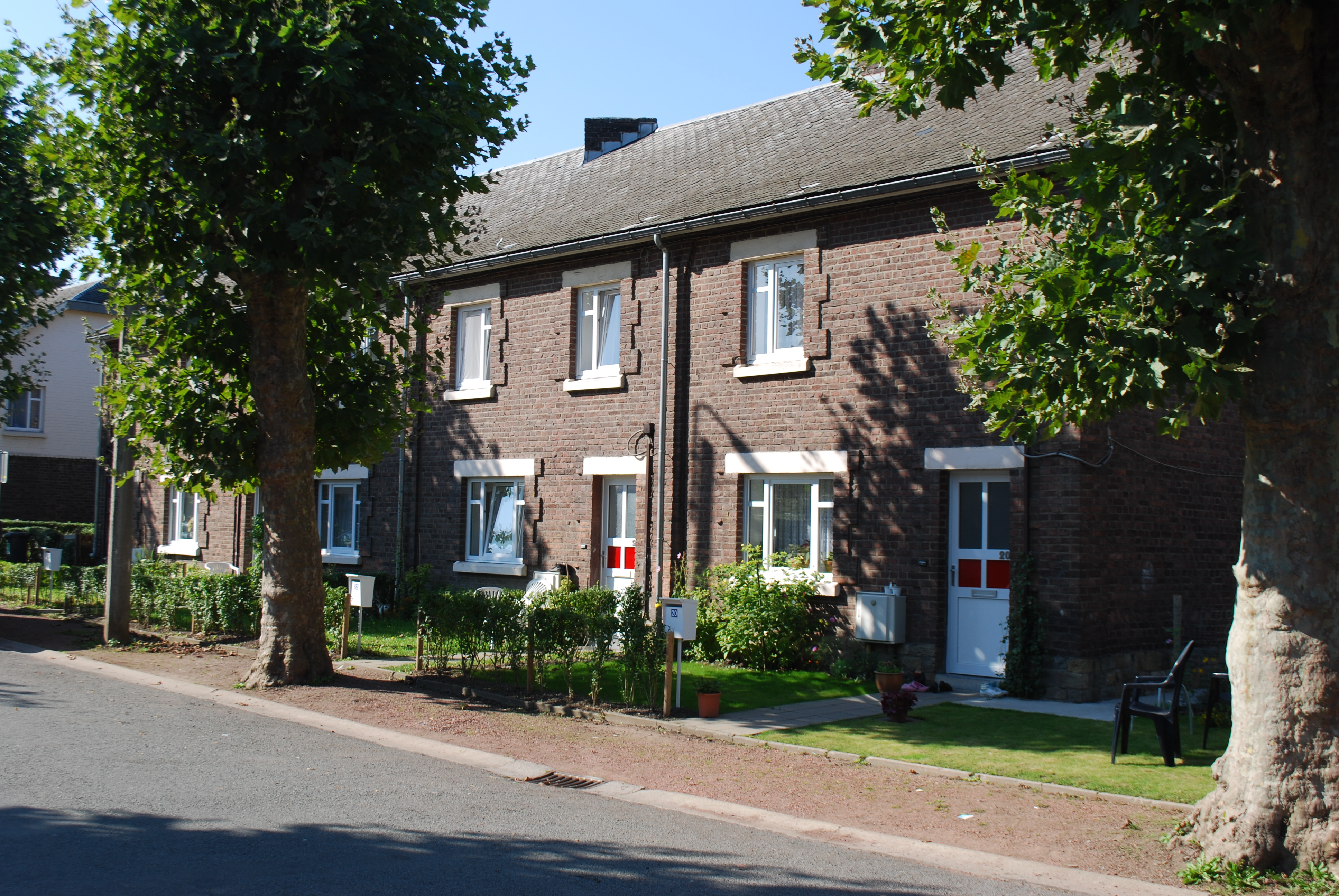
La cité minière.
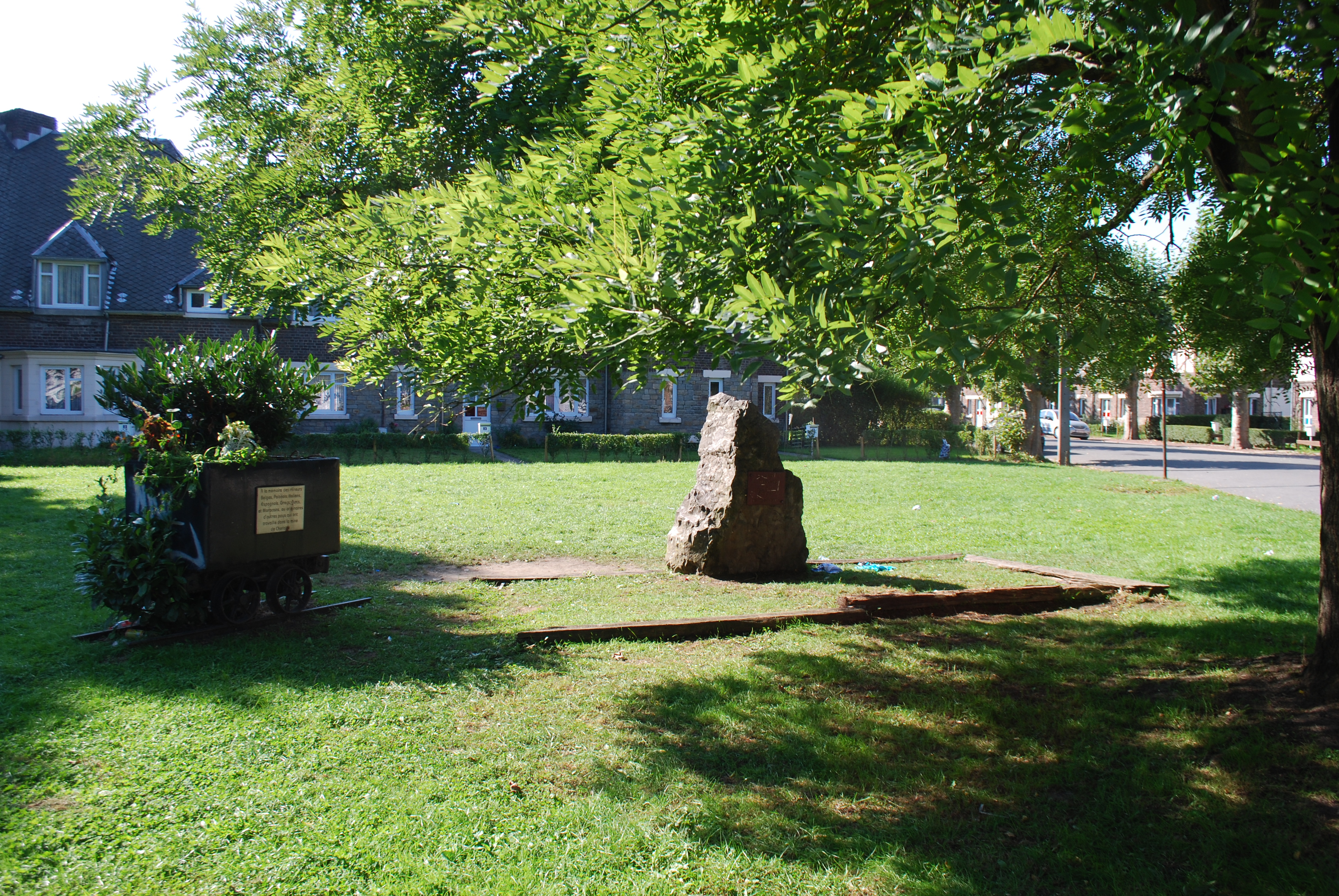
Les monuments commémoratifs.